# Hildebert und Everwin

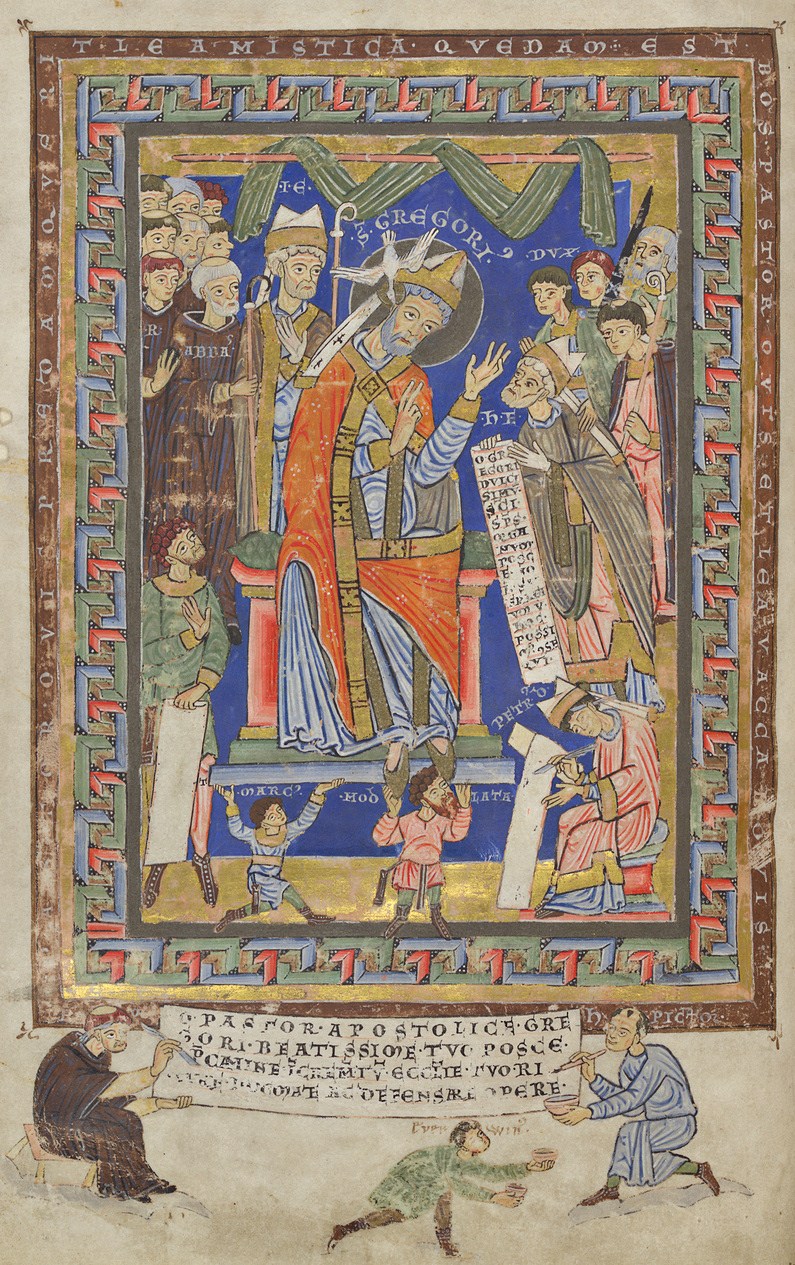
Widmungsblatt aus dem Horologium Olomucense

Hildebert und Everwin (lateinisch Hildebertus und Everwinus; * vermutlich im Rheinland) waren zwei Buchmaler, die im 12. Jahrhundert in Mähren tätig waren.

## Wirkungskreis

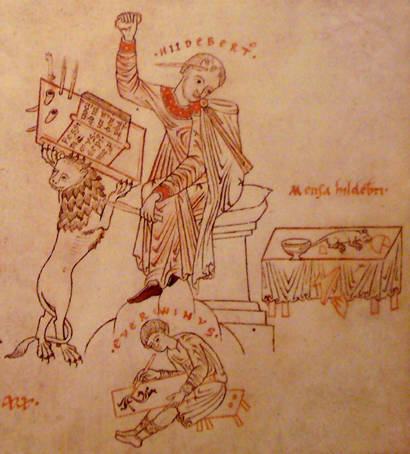
Illustration mit Selbstbildnis aus der Handschrift „De civitate Dei“

Der Mönch und Buchmaler Hildebert sowie dessen Gehilfe Everwin wurden vom Olmützer Bischof Heinrich Zdík nach Olmütz berufen. Es ist möglich, dass er sie 1137/1138 auf seiner Pilgerreise nach Palästina kennengelernt hatte. In Olmütz schufen sie kostbare Buchillustrationen von Handschriften. Zwei der von ihnen illustrierten Werke gehören zu den ältesten böhmischen Handschriften, für die Hildebert und Everwin 1925 vom Kunsthistoriker Antonín Friedl als Schöpfer nachgewiesen werden konnten:
- Das Horologium Olomucense ist eine liturgische Sammlung, die auch als Brevier bzw. Stundengebet bezeichnet wird. Sie wurde Anfang der 1140er Jahre[1] für das Olmützer Domkapitel am neu errichteten St.-Wenzels-Dom geschaffen. Im Dreißigjährigen Krieg wurde sie von den Schweden geraubt; heute befindet sie sich in der Königlichen Bibliothek Stockholm. Das darin enthaltene Widmungsbild zeigt nach Meinung Antonín Friedls die Einweihung des Olmützer Wenzelsdom am 30. Juni 1131.
- Ebenfalls im Auftrag des Bischofs Zdík wurde die im 5. Jahrhundert verfasste Schrift De civitate Dei des Augustinus im Olmützer Skriptorium abgeschrieben und von Hildebert und Everwin illustriert. Sie wurde von Bischof Zdík dem Kloster Strahov geschenkt und befindet sich heute unter der Signatur A XXI in der Bibliothek des Prager Domkapitels. Eine der in diesem Werk enthaltenen Illustrationen zeigt ein Selbstbildnis des Meisters Hildebert im Mönchsgewand, wie er eine Maus verjagt, während Everwinus Ornamente malt. Auf dem aufgeschlagenen Buch ist zu lesen: „Pessime mus, saepius me provocas ad iram. Ut te deus perdat“ (Du böse Maus, schon oft hast Du mich zum Zorn gereizt. Gott soll dich verderben).[2]

In seiner kunsthistorischen Bewertung wies Antonín Friedl 1925 beide Codices dem Umkreis der Salzburger Schule zu, während der Kunsthistoriker Albert Boeckler 1953 eine Zugehörigkeit zum Umkreis der Kölner Malerschule nachwies.